# Pustkowa Góra
Pustkowa Góra [pronunciación en polaco: /pustˈkɔva ˈɡura/] es un pueblo ubicado en el distrito administrativo de Gmina Parzęczew, dentro del Distrito de Zgierz, Voivodato de Łódź, en Polonia central. Se encuentra aproximadamente a 6 kilómetros al sureste de Parzęczew, a 12 kilómetros al noroeste de Zgierz, y a 20kilómetros al noroeste de la capital regional Łódź.